# La Horquetta Rangers FC
La Horquetta Rangers Football Club es un club de fútbol de la ciudad de La Horqueta, Arima, en Trinidad y Tobago, en las Antillas. Juega en la TT Pro League.

## Historia
Fue fundado en el año 1980 en la ciudad de St. Ann's, Trinidad y Tobago con el nombre St. Ann's Rangers.
En enero de 2019 por idea del presidente interino Richard Fakoory, el club se mudó a la ciudad de La Horquetta, Arima y pasó a llamarse La Horquetta Rangers.